# Tasmalira vitrea
Tasmalira vitrea är en snäckart som först beskrevs av Suter 1908.  Tasmalira vitrea ingår i släktet Tasmalira och familjen Cerithiopsidae. Inga underarter finns listade i Catalogue of Life.